# Shirin Sharmin Chaudhury
Shirin Sharmin Chaudhury, née le 6 octobre 1966 à Chatkhil, est une femme politique bangladaise. Elle est présidente du Jatiya Sangsad de 2013 à 2024. 

## Biographie

### Enfance et éducation
Chaudhury naît le 6 octobre 1966 à Chatkhil. Son père, Rafiqullah Chaudhury, est un officier de la fonction publique du Pakistan et secrétaire du Premier ministre Sheikh Mujibur Rahman en 1972. Sa mère, Naiyar Sultana, est membre de la Commission de la fonction publique du Bangladesh et directrice de l'université de Dacca.
Chaudhury fréquente l'école pour filles Holy Cross. Elle étudie le droit à l'université de Dacca, dont elle est diplômée en 1990. Elle reçoit ensuite une bourse du Commonwealth pour étudier à l'université de l'Essex au Royaume-Uni. En 2000, elle obtient son doctorat en droit constitutionnel et droits humains.
Le 16 juillet 2014, elle reçoit un doctorat honorifique de l'université de l'Essex.

### Carrière
Elle exerce son rôle d'avocate à la Cour suprême et est membre du panel d'avocats chargé de mener les affaires déposées contre Sheikh Hasina pendant le gouvernement intérimaire soutenu par l'armée en 2007-08. Ses principaux domaines de travail comprennent les droits humains, le droit constitutionnel et les questions de genre.
Elle reçoit le prix du service humanitaire de l'Asia Society le 9 juin 2010 en reconnaissance de son rôle de leader contre la violence à l'égard des femmes et pour l'autonomisation et l'emploi des femmes au Bangladesh. Chaudhury reçoit ce prix des mains de l'ambassadrice Melanne Verveer lors d'une cérémonie de gala à l'hôtel Ritz Carlton à Washington DC.

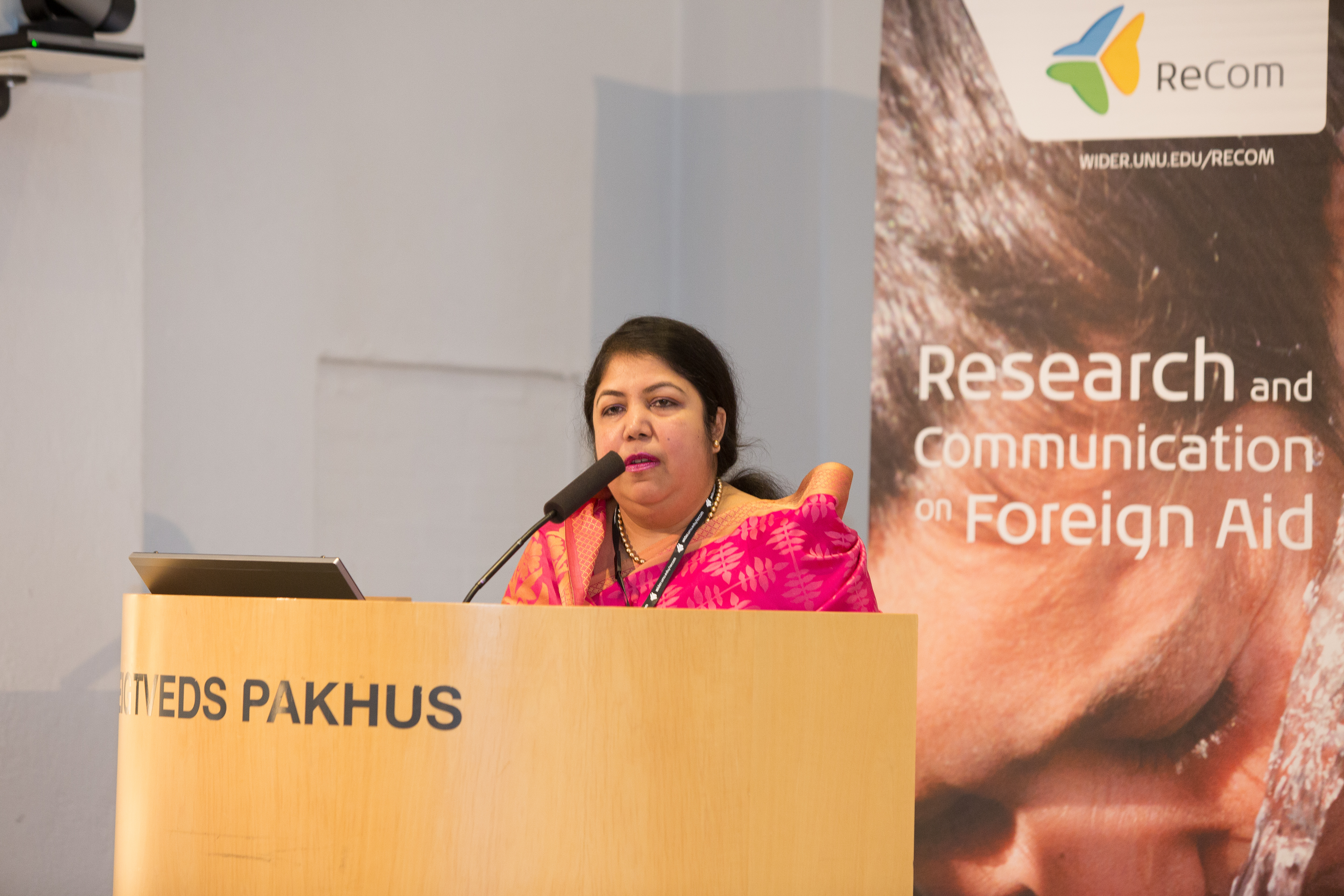
Chaudhury à Aid for Gender Equality, en 2013.

Chaudhury, secrétaire aux affaires internationales de la Ligue Awami, est élue députée avec l'un des sièges parlementaires réservés aux femmes le 24 mars 2009 et est ministre d'État du ministère des Affaires féminines et de l'enfance jusqu'à sa nomination à la présidence de Jatiya Sangsad le 30 avril 2013. Elle est à la fois la première femme et, à 46 ans, la plus jeune personne à accéder à cette fonction. Elle préside le comité exécutif de l'Association parlementaire du Commonwealth (en) de 2014 à 2017. Elle a auparavant été ministre d'État du ministère des Affaires féminines et infantiles du Bangladesh.
Le 28 janvier 2014, Chaudhury est élue députée de la circonscription de Rangpur-6 qui est libérée par la Première ministre, Sheikh Hasina après les élections du 5 janvier. Le même jour, la Ligue Awami la reconduit comme présidente du Parlement. Elle prête serment en tant que présidente de la 10e législature le 29 janvier 2014, devenant ainsi la première personne à occuper le poste pendant deux mandats consécutifs.
Chaudhury est élue présidente de l'Association parlementaire du Commonwealth (en) pour un mandat de trois ans lors des élections tenues à Yaoundé, la capitale camerounaise, le 9 octobre 2014. Elle est la première Bangladaise à occuper ce poste, ou n'importe quel poste dans un groupe international de cette envergure.
Dans son rôle de présidente de l'Association parlementaire du Commonwealth (en) entre 2014 et 2017, Chaudhury préside et assiste à un certain nombre d'événements marquants. Le 9 mars 2015, elle s'adresse à la reine Elizabeth II, des membres de la famille royale et des dignitaires britanniques et du Commonwealth lors d'une célébration de la Journée du Commonwealth à l'abbaye de Westminster à Londres, au Royaume-Uni. Elle ouvre la 46e Conférence de la Région Afrique de l'Association parlementaire du Commonwealth qui se tient à Nairobi du 10 au 13 août 2015. Chaudhury participe à la table ronde « Lutter contre les inégalités, autonomiser les femmes et les filles et ne laisser personne de côté » du Sommet sur les objectifs de développement durable qui s'est tenu à New York le 25 septembre 2015.
À la suite des élections législatives du 7 janvier 2024, Shirin Chaudhury est réélue présidente du Parlement le 30 janvier. Après la chute de Sheikh Hasina en août 2024, le parlement est dissous et Shirin Chaudhury démissionne de ses fonctions le 2 septembre suivant.